# 张昉 (元朝)
张昉（？—1274年），字显卿，东平汶上（今山东汶上县）人，金朝末年、元朝初年政治人物。
张昉性情缜密，遇事敢言。金末试补吏部令史。金朝灭亡，还乡，东平行台严实征辟为掾，进幕府，事无留滞。1255年，升权知东平府事。中统四年（1263年），进参知中书省事。至元元年（1264年）为中书省左右司郎中，甄别能否，公其黜陟，人无怨言。至元三年（1266），担任制国用使司郎中，专掌财赋。至元十一年（1274年），进升为兵部、刑部尚书。致仕，不久病故。追封东平郡公，谥庄宪。